# Canton de Villeneuve-lès-Avignon
Le canton de Villeneuve-lès-Avignon est une division administrative du département français du Gard, dans l'arrondissement de Nîmes.

## Histoire
- Le canton de Villeneuve-lès-Avignon a été créé en 1801[1].

- De 1833 à 1848, les cantons de Remoulins et de Villeneuve-lès-Avignon avaient le même conseiller général. Le nombre de conseillers généraux était limité à 30 par département[3].

- Un nouveau découpage territorial du Gard entre en vigueur à l'occasion des élections départementales de mars 2015, défini par le décret du 24 février 2014[2], en application des lois du 17 mai 2013 (loi organique 2013-402 et loi 2013-403)[4]. Les conseillers départementaux sont, à compter de ces élections, élus au scrutin majoritaire binominal mixte. Les électeurs de chaque canton élisent au Conseil départemental, nouvelle appellation du Conseil général, deux membres de sexe différent, qui se présentent en binôme de candidats. Les conseillers départementaux sont élus pour 6 ans au scrutin binominal majoritaire à deux tours, l'accès au second tour nécessitant 12,5 % des inscrits au 1er tour. En outre la totalité des conseillers départementaux est renouvelée. Ce nouveau mode de scrutin nécessite un redécoupage des cantons dont le nombre est divisé par deux avec arrondi à l'unité impaire supérieure si ce nombre n'est pas entier impair, assorti de conditions de seuils minimaux[5]. Dans le Gard, le nombre de cantons passe ainsi de 46 à 23.

- Le nouveau canton de Villeneuve-lès-Avignon est inchangé par rapport au précédent.

## Représentation

### Juges de paix
| Période | Période | Identité                   | Fonction précédente                               | Observation                                 |
| ------- | ------- | -------------------------- | ------------------------------------------------- | ------------------------------------------- |
| 1818    | 1830    | Pierre Champetier de Ribes |                                                   | -                                           |
| 1830    | 1848    | Pierre Salomon             |                                                   | Conseiller d'arrondissement, ancien médecin |
| 1848    | 1849    | Charles Mercurin           |                                                   | -                                           |
| 1849    | 1854    | Salomon                    | Juge de paix du canton                            | -                                           |
| 1854    | 1856    | Lafont                     | Juge de paix du canton de Vaison-la-Romaine       | -                                           |
| 1856    | 1870    | Hippolyte Ranquet          | Juge de paix du canton de Roquemaure              | -                                           |
| 1870    | 1870    | Alfred Coulondres          | Maire de Villeneuve-lès-Avignon                   | -                                           |
| 1870    | 1871    | Jean Thérond               |                                                   | -                                           |
| 1871    | 1879    | Alfred Coulondres          | Juge de paix du canton                            | -                                           |
| 1879    | 1880    | Félix Gras                 | Notaire à Villeneuve-lès-Avignon                  | -                                           |
| 1880    | 1888    | Louis Ricard               |                                                   | -                                           |
| 1888    | 1893    | Nicolas Petit              | Juge de paix du canton de Bessèges                | -                                           |
| 1893    | 1895    | Frédéric Brachet           | Juge de paix du canton de Valréas                 | -                                           |
| 1895    | 1898    | Émile Galzin               | Juge de paix du canton de Noirétable              | -                                           |
| 1899    | 1913    | Mercier                    | Juge de paix du canton de Pont-de-l'Arche         | -                                           |
| 1913    | 1920    | Charles Guichard           | Juge de paix du canton de Sainte-Sévère-sur-Indre | -                                           |

### Conseillers d'arrondissement
Le canton de Villeneuve appartenait à l'arrondissement d'Uzès jusqu'à sa disparition en 1926.
| Période                                  | Période | Identité          | Étiquette          | Qualité |
| ---------------------------------------- | ------- | ----------------- | ------------------ | --- |
| 1833                                     | 1842    | Pierre Salomon    |                    | Médecin, juge de paix à Villeneuve                                                                          |
| 1842                                     | 1848    | Raphaël de Roubin |                    | Propriétaire, ancien maire de Villeneuve                                                                    |
| 1848                                     | 1852    | Jean Jouffret     |                    | Propriétaire                                                                                                |
| 1852                                     | 1867    | Frédéric Soulier  |                    | Propriétaire à Pujaut                                                                                       |
| 1867                                     | 1870    | Jean Ranquet      | Candidat officiel  | Cultivateur, adjoint au maire de Pujaut                                                                     |
| 1870                                     | 1871    | Paul Borty        | Monarchiste        | Suppléant du juge de paix à Villeneuve-les-Avignon                                                          |
| 1871                                     | 1874    | Jean Bouvet       | Républicain        | Propriétaire à Pujaut                                                                                       |
| 1874                                     | 1880    | Casimir Borty     | Monarchiste        | Propriétaire à Villeneuve-les-Avignon                                                                       |
| 1886                                     | 1892    | Pierre Busquet    |                    | Propriétaire à Rochefort                                                                                    |
| 1892                                     | 1895    | Calixte Jouffret  | Républicain        | Propriétaire à Pujaut                                                                                       |
| 1895                                     | 1898    | Anatole Guiraud   | Républicain        | Notaire |
| 1898                                     | 1904    | Louis Ricard      |                    | Juge de paix à Villeneuve-les-Avignon                                                                       |
|                                          |         |                   |                    | |
| 1907                                     | 1913    | Lubin Ricard      | Radical            | Maire de Pujaut                                                                                             |
| 1913                                     | 1919    | Léon Ricard       | Radical-socialiste | Propriétaire à Pujaut                                                                                       |
| 1925                                     | 1937    | David Thomas      | URD-Conservateur   | Agriculteur à Villeneuve-les-Avignon                                                                        |
| 1937                                     | 1940    | Antonin Roux      | Radical-socialiste | Propriétaire à Rochefort                                                                                    |
| 1940                                     |         |                   |                    | Les conseils d'arrondissement ont été suspendus par la loi du 12 octobre 1940 et n'ont jamais été réactivés |
| Les données manquantes sont à compléter. |         |                   |                    | |

### Conseillers généraux
| Période | Période           | Identité                          | Étiquette           | Qualité |
| ------- | ----------------- | --------------------------------- | ------------------- | --- |
| 1833    | 1842 (décès)      | Alexandre Fabre                   |                     | Notaire à Remoulins, député (mai-juillet 1815) |
| 1842    | 1848              | M. Faret, Marquis de Fournès      |                     | Membre du conseil d'arrondissement d'Uzès Propriétaire à Vers |
| 1848    | 1852              | Armand de Pontmartin              |                     | Homme de lettres, Critique littéraire, Romancier, Propriétaire aux Angles                                                                                        |
| 1852    | 1861              | Raphaël de Roubin                 |                     | Propriétaire, maire de Villeneuve-lès-Avignon |
| 1861    | 1870              | Jean Chambon                      |                     | Président du Tribunal civil de Nîmes |
| 1870    | 1871              | Émile Ranquet                     | Indépendant         | Maire de Villeneuve-lès-Avignon |
| 1871    | 1874              | Adolphe Bosc                      | Républicain Radical | Avocat, Sous-Préfet |
| 1874    | 1880              | Louis-Numa Baragnon               | Droite légitimiste  | Avocat Député (1871-1876, 1877-1878) Sénateur (1878-1892) Sous-secrétaire d'Etat (1873-1875) Conseiller municipal de Nîmes                                       |
| 1880    | 1881 (démission)  | Adolphe Bosc                      | Républicain Radical | Avocat, Sous-Préfet Député (1879-1882) |
| 1882    | 1886              | Paul Accabat                      | Républicain         | Avocat à Nîmes |
| 1886    | 1889 (décès)      | Marc-Pierre Silvestre (1826-1889) | Rad.                | Conducteur principal des Ponts et Chaussées |
| 1890    | 1904              | Joseph Louis Réguis               | Républicain         | Médecin-inspecteur, Villeneuve-lès-Avignon |
| 1904    | 1910              | Anatole Guiraud                   | Républicain         | Notaire, maire de Villeneuve-lès-Avignon |
| 1910    | 1911 (annulation) | Adéodat Compère-Morel             | SFIO                | Horticulteur-pépiniériste Maire de Breteuil-sur-Noye (Oise) (1904-1915) Député du Gard (1909-1936)                                                               |
| 1911    | 1913              | Maurice Verdet-Kléber (1861-1943) | Radical             | Industriel Maire de Villeneuve-lès-Avignon |
| 1913    | 1919              | Adéodat Compère-Morel             | SFIO                | Horticulteur-pépiniériste Maire de Breteuil-sur-Noye (Oise) (1904-1915) Député du Gard (1909-1936)                                                               |
| 1919    | 1922              | Maurice Verdet-Kléber             | Radical             | Industriel Maire de Villeneuve-lès-Avignon |
| 1922    | 1940              | Charles Deshommes                 | Rad.                | Médecin à Villeneuve-lès-Avignon |
|         |                   |                                   |                     | |
| 1942    | 1943 (décès)      | Fernand Romieu                    |                     | Conseiller municipal de Villeneuve-lès-Avignon Nommé conseiller départemental en 1942                                                                            |
| 1943    | 1945              | Ferdinand Moral                   |                     | Conseiller municipal de Villeneuve-lès-Avignon Nommé conseiller départemental en 1943                                                                            |
|         |                   |                                   |                     | |
| 1945    | 1976              | Jean Sagnes (1898-1984)           | SFIO puis PS        | Instituteur puis directeur d'école, maire de Villeneuve-lès-Avignon (1959-1971)                                                                                  |
| 1976    | 1990 (décès)      | Paul Gache                        | app. UDR puis UDF   | Médecin généraliste Maire de Villeneuve-lès-Avignon (1977-1989)                                                                                                  |
| 1990    | 1994              | Aimé Montal                       | PS                  | Chef d'entreprise Maire de Villeneuve-lès-Avignon (1989-1995) |
| 1994    | 2015              | Patrick Vacaris                   | RPR puis UMP        | Kinésithérapeute Adjoint au maire des Angles (2001-2008) Maire de Rochefort-du-Gard (2008-2014) Vice-président de la communauté d’agglomération du Grand Avignon |

### Conseillers départementaux
| Période élective | Période élective | Mandat | Mandat   | Identité          | Nuance | Nuance | Qualité                                                                                                |
| ---------------- | ---------------- | ------ | -------- | ----------------- | ------ | ------ | --- |
| 2015             | 2021             | 2015   | 2021     | Jean-Louis Banino |        | LR     | Salarié du secteur privé retraité Maire des Angles                                                     |
| 2015             | 2021             | 2015   | 2021     | Pascale Bories    |        | LR     | Chef d'entreprise Maire de Villeneuve-lès-Avignon (Depuis 2020) Ancienne sénatrice du Gard (2017-2020) |
| 2021             | 2028             | 2021   | en cours | Rémy Bachevalier  |        | DVD    | Ancien employé Maire de Rochefort-du-Gard                                                              |
| 2021             | 2028             | 2021   | en cours | Pascale Bories    |        | LR     | Conseillère sortante                                                                                   |

### Résultats détaillés

#### Élections de mars 2015
À l'issue du 1er tour des élections départementales de 2015, deux binômes sont en ballottage : Jean-Louis Banino et Pascale Bories (Union de la Droite, 39,45 %) et Michèle Lecat et Rudy Martin (FN, 30,43 %). Le taux de participation est de 53,04 % (14 647 votants sur 27 615 inscrits) contre 53,96 % au niveau départementalet 50,17 % au niveau national.
Au second tour, Jean-Louis Banino et Pascale Bories (Union de la Droite) sont élus avec 66,02 % des suffrages exprimés et un taux de participation de 53,93 % (8 993 voix pour 14 895 votants et 27 617 inscrits).

#### Élections de juin 2021
Le premier tour des élections départementales de 2021 est marqué par un très faible taux de participation (33,26 % au niveau national). Dans le canton de Villeneuve-lès-Avignon, ce taux de participation est de 36 % (10 013 votants sur 27 813 inscrits) contre 33,46 % au niveau départemental. À l'issue de ce premier tour, deux binômes sont en ballottage : Rémy Bachevalier et Pascale Bories (Union au centre et à droite, 52,65 %) et Alain Coste et Catherine Dellong-Meng (RN, 26,55 %).
Le second tour des élections est marqué une nouvelle fois par une abstention massive équivalente au premier tour. Les taux de participation sont de 34,36 % au niveau national, 34,93 % dans le département et 37,12 % dans le canton de Villeneuve-lès-Avignon. Rémy Bachevalier et Pascale Bories (Union au centre et à droite) sont élus avec 71,49 % des suffrages exprimés (6 847 voix pour 10 325 votants et 27 816 inscrits),,. 

## Composition

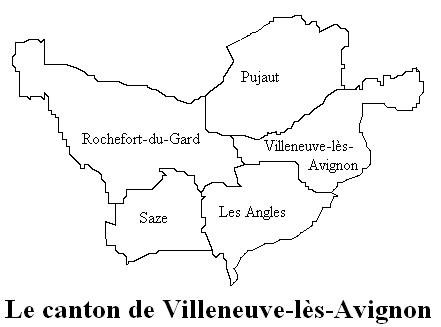
Carte du canton avant 2015

Le redécoupage cantonal de 2014 n'a pas modifié le canton de Villeneuve-lès-Avignon.
| Nom                                            | Code Insee | Intercommunalité | Superficie (km2) | Population (dernière pop. légale) | Densité (hab./km2) | Modifier                                    |
| ---------------------------------------------- | ---------- | ---------------- | ---------------- | --------------------------------- | ------------------ | ------------------------------------------- |
| Villeneuve-lès-Avignon (bureau centralisateur) | 30351      | CA Grand Avignon | 18,27            | 12 950 (2022)                     | 709                | modifier les données · modifier les données |
| Les Angles                                     | 30011      | CA Grand Avignon | 17,64            | 8 694 (2022)                      | 493                | modifier les données · modifier les données |
| Pujaut                                         | 30209      | CA Grand Avignon | 23,50            | 3 911 (2022)                      | 166                | modifier les données · modifier les données |
| Rochefort-du-Gard                              | 30217      | CA Grand Avignon | 34,03            | 8 067 (2022)                      | 237                | modifier les données · modifier les données |
| Saze                                           | 30315      | CA Grand Avignon | 12,60            | 2 097 (2022)                      | 166                | modifier les données · modifier les données |
| Canton de Villeneuve-lès-Avignon               | 3023       |                  | 106,04           | 35 719 (2022)                     | 337                | modifier les données                        |

## Patrimoine

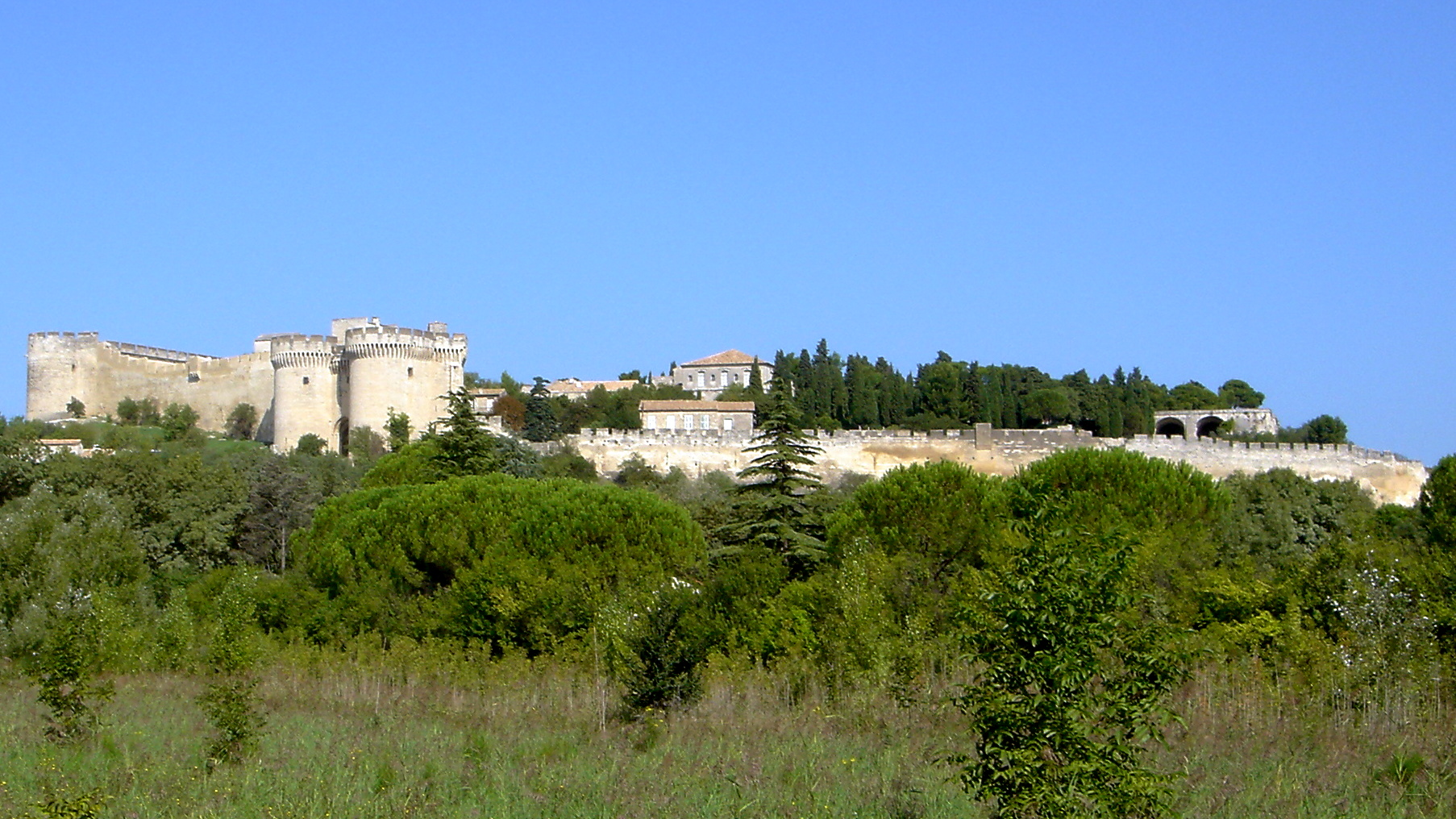
Le fort Saint-André à Villeneuve-lès-Avignon

## Démographie

### Démographie avant 2015
| 1962   | 1968   | 1975   | 1982   | 1990   | 1999   | 2006   | 2011   | 2012   |
| ------ | ------ | ------ | ------ | ------ | ------ | ------ | ------ | ------ |
| 11 465 | 13 124 | 16 462 | 20 437 | 25 907 | 29 888 | 32 847 | 33 902 | 34 036 |

### Démographie depuis 2015
En 2022, le canton comptait 35 719 habitants, en évolution de +4,9 % par rapport à 2016 (Gard : +2,97 %, France hors Mayotte : +2,11 %).
| 2013   | 2018   | 2022   |
| ------ | ------ | ------ |
| 33 777 | 33 733 | 35 719 |